# Daniel Carroll (jogador de rugby)
Daniel Brendon Carroll (17 de novembro de 1887 — 5 de agosto de 1956) foi um jogador de rugby union australiano-estadunidense, campeão olímpico.

## Carreira
Ele é erroneamente referido em alguns registros como o mais jovem jogador de rugby representante australiano devido a um erro de data de nascimento no banco de dados de registros olímpicos. Ele serviu no Exército Americano como tenente na Primeira Guerra Mundial e viveu o resto de sua vida nos EUA trabalhando na indústria de mineração/petróleo.
Ele foi selecionado para a seleção inaugural de rugby da Austrália para uma turnê pelo hemisfério norte – os primeiros Wallabies do Dr. Paddy Moran para a turnê da união de rugby da Austrália de 1908–09 na Grã-Bretanha. Ele era o membro mais jovem do time da turnê, com 20 anos. Carroll jogou no primeiro teste da turnê, a derrota por 6–9 para o País de Gales no Cardiff Arms Park, que foi o primeiro teste de rugby jogado por uma equipe australiana em solo britânico. Na época, o torneio de rugby para o jogo das Olimpíadas de Londres pode não ter parecido de grande importância. A Austrália já havia derrotado Cornwall, os campeões do condado britânico no início do tour e Escócia, Irlanda e França recusaram o convite da Rugby Football Union para participar das lutas olímpicas. Nem o capitão do tour Moran, nem o vice-capitão Fred Wood jogaram, então Chris McKivat levou os Wallabies a uma vitória fácil por 32–3 e à glória olímpica, com cada Wallaby naquela partida depois disso sendo um medalhista de ouro olímpico. Carroll marcou dois tries na partida.
Carroll permaneceu na América após a turnê de 1912. Ele jogou pelo All-America contra os All Blacks em 1913, um teste vencido pela NZ por 51–3. Ele serviu no Exército Americano como tenente na Primeira Guerra Mundial e ganhou uma Cruz de Serviço Distinto. Ele se formou em geologia na Universidade Stanford em 1920 e estava treinando rugby na universidade quando foi selecionado como técnico de jogo do lado dos EUA selecionado para as Olimpíadas de Verão de 1920. Ele ganhou uma medalha de ouro em Antuérpia naquele time jogando como fly-half. Ele fez três aparições na carreira de teste de rugby pelos Estados Unidos entre 1913 e 1920.